# Яблоновец (Орловская область)
Я́блоновец — деревня (бывшее село) в Дмитровском районе Орловской области. Входит в состав Лубянского сельского поселения. 

## География
Расположена в 23 км к востоку от Дмитровска на ручье Воробьёвке, притоке реки Неживки. Высота над уровнем моря — 242 м.

## Этимология
Получила свое название за большое количество яблоневых садов. Весной, во время цветения, село казалось бело-розовым. Особенно богатым и красивым был сад, который принадлежал управляющему имением — Оське. В народе он так и назывался — «Оськин сад».

## История
В XVII—XVIII веках село входило в состав Кромского уезда, располагаясь на его западной окраине. К началу XVIII века здесь действовал православный храм, освящённый в честь Николая Чудотворца. В 1734 году в селе было 12 дворов. С 1802 года в составе Дмитровского уезда.
В XIX веке Яблоновец был владельческим селом. В 1853 году здесь было 83 двора, проживало 740 человек. По данным 1860 года 317 крепостных крестьян мужского пола Яблоновца, состоявшие в 75 дворах, принадлежали князю Сергею Васильевичу Трубецкому. В 1866 году в селе было 34 двора, проживали 727 человек (342 мужского пола и 385 женского). К 1877 году число дворов увеличилось до 98, число жителей — до 728. В то время село входило в состав Лубянской волости Дмитровского уезда Орловской губернии. По состоянию на 1894 год землёй в селе владела княгиня Трубецкая. В 1897 году в Яблоновце проживал 631 человек (301 мужского пола и 330 женского).
В 1926 году в селе было 124 хозяйства (в т.ч. 121 крестьянского типа), проживало 680 человек (302 мужского пола и 378 женского), действовала школа 1-й ступени, пункт ликвидации неграмотности, красный уголок, кооперативное торговое заведение III разряда. В то время Яблоновец входил в состав Клёсовского сельсовета Лубянской волости Дмитровского уезда.
В 1937 году в Яблоновце было 74 двора. Во время Великой Отечественной войны, с октября 1941 года по 8 августа 1943 года, село находилось в зоне немецко-фашистской оккупации. По состоянию на 1945 год в Яблоновце действовал колхоз «Красная улица».

## Храм Николая Чудотворца
К приходу Николаевского храма, помимо жителей Яблоновца, было приписано население соседних деревень Брусовец и Клёсово. Приход храма входил в состав 2-го благочинного округа Дмитровского уезда. В 1906 году в приходе храма числилось 612 душ мужского пола, церковной земли было 45 десятин, ежегодное казённое жалование причта составляло 400 рублей, ежегодный братский доход — 440 рублей. Причт состоял из двух человек: священника и псаломщика. Последнее деревянное здание храма было возведено в 1906—1907 годах. На 1 января 1914 года в приходе Николаевского храма числилось 1302 человека, на 1 января 1916 года — 1397 человек.
Священниками храма в разное время были: Пётр Богданов (1865), Иоанн Адамов (до 1901—1906), Иоанн Троепольский (1906—?), Александр Турбин (1918) и другие.
Церковь была закрыта в советское время и до наших дней не сохранилась.

## Образование
В начале XX века в селе действовала церковно-приходская школа. В разное время здесь работали учителями: Серафима Максимова (?—1906), Иоанн Бондарев (1906—?) и другие.

## Население
| 1853 | 1866 | 1877 | 1897 | 1926 | 1979 | 2002 |
| ---- | ---- | ---- | ---- | ---- | ---- | ---- |
| 740  | ↘727 | ↗728 | ↘631 | ↗680 | ↘65  | ↘36  |
| 2010 |      |      |      |      |      |      |
| ↘1   |      |      |      |      |      |      |

## Исторические фамилии
Бондаревы, Воронины, Доронины, Егоровы, Тарабановы, Тихоновы и другие.

## Персоналии
- Воронин, Степан Никитович (1915—1944) — участник Великой Отечественной войны, Герой Советского Союза.